# Федотовская (Вологодская область)
Федотовская — деревня в Тарногском районе Вологодской области.
Входит в состав Тарногского сельского поселения, с точки зрения административно-территориального деления — в Шевденицкий сельсовет.
Расстояние до районного центра Тарногского Городка по автодороге — 7 км. Ближайшие населённые пункты — Афоновская, Павловская, Пятовская.
По данным переписи в 2002 году постоянного населения не было.